# 데라우치역
데라우치역(일본어: 寺内駅)은 일본 도치기현 모카시에 위치한 모카 철도 모카 선의 철도역이다. 단선 승강장 1면 1선의 구조를 갖춘 지상역이다.

## 이용 현황
| 승차별 인원 추이 | 승차별 인원 추이   |
| 연도             | 1일 평균 승차 인원 |
| ---------------- | ------------------ |
| 2007             | 31                 |
| 2008             | 45                 |
| 2009             | 34                 |
| 2010             | 34                 |
| 2011             | 33                 |
| 2012             | 45                 |
| 2013             | 52                 |
| 2014             | 53                 |
| 2015             | 44                 |

## 역 주변
- 국도 제294호선
- 국도 제408호선
- 모카 제 1 공업단지

## 역사
- 1912년 4월 1일 : 개업.
- 1958년 9월 10일 : 업무위탁화.
- 1963년 1월 10일 : 화물 취급 폐지.
- 1970년 3월 10일 : 간이 위탁화.
- 1987년 4월 1일 : 일본국유철도 분할 민영화에 의해, 동일본 여객철도가 승계.
- 1988년
  - 3월 31일 : 위탁 해제, 무인화.
  - 4월 11일 : 모카 철도로 전환.

## 인접 역
| 모카 철도 ■ 모카 선  | 모카 철도 ■ 모카 선 | 모카 철도 ■ 모카 선 |
| -------------------- | ------------------- | ------------------- |
| 구게타 시모다테 방면 | 모카 선             | 모카 모테기 방면    |